# Guido de Ibelín (senescal de Chipre)
Guido de Ibelín (después de 1306 – 1350/1360) fue un noble del Reino de Chipre. Era el hijo de Felipe de Ibelín, senescal de Chipre, y de su esposa María Embriaco, señora de Gibelet.
Fue nombrado senescal de Chipre en 1318, en sucesión de su padre.
Se casó con Margarita de Ibelín y tuvieron una hija:
- Alicia de Ibelín, quien se casó con Juan de Lusignan, príncipe titular de Antioquía.